# Black Sails at Midnight
Black Sails at Midnight é o segundo álbum de estúdio da banda escocesa de power/folk metal Alestorm, lançado em 2009.

## Faixas
1. "The Quest" – 4:56 (Bowes)
2. "Leviathan" – 5:55 (Bowes)
3. "That Famous Ol' Spiced" – 4:45 (Bowes/McQuade)
4. "Keelhauled" – 3:42 (Bowes)
5. "To the End of Our Days" – 6:22 (Bowes/Shaw/McQuade)
6. "Black Sails at Midnight" – 3:30 (Bowes/Shaw)
7. "No Quarter" – 3:02 (Bowes)
8. "Pirate Song" – 4:02 (Bowes/McQuade)
9. "Chronicles of Vengeance" – 6:24 (Bowes/Shaw/McQuade)
10. "Wolves of the Sea" (cover de Pirates of the Sea) – 3:33 (Liberg/Sahlen/Andreasson/Wassenius)
11. "P is for Pirate (iTunes exclusive bonus track)" – 0:50 (Bowes)